# Magna Carta Cartel
Magna Carta Cartel är en svensk musikgrupp i genren alternativ rock som bildades år 2006 i Linköping.
Bandets första EP Valiant Visions Dawn kom ut 2008. Hösten 2009 kom Magna Carta Cartels debutalbum Goodmorning Restrained, som innehåller 11 spår och är den första fullängdaren som släppts på Sounds Of Zilence. Merparten av bandets medlemmar ingår även i det svenska bandet Tid. Den 11 februari 2018 gjorde bandet comeback när de framförde sex låtar, både gamla och nya, på musikfestivalen Where's the Music? i Norrköping.

## Diskografi

### Studioalbum
- Goodmorning Restrained (2009)
- THE DYING OPTION (2022)

### EP
- Valiant Visions Dawn EP (2008)
- The Demon King EP (2017)

### Singlar
- Sway (2017)
- The Demon King (2017)
- The Sun & The Rain (2018)
- Silence (2022)
- Savantgarde (2022)
- Darling (2022)

## Medlemmar
- Martin Persner - Gitarr / Sång
- Pär Glendor - Gitarr / Synth
- Arvid Persner - Gitarr / Trummor
- Niels Nielsen - Gitarr / Synth / Produktion

Tidigare Medlemmar
- Simon Söderberg - Gitarr/Sång
- Tobias Forge - Gitarr/Bas